# Ari Lennox

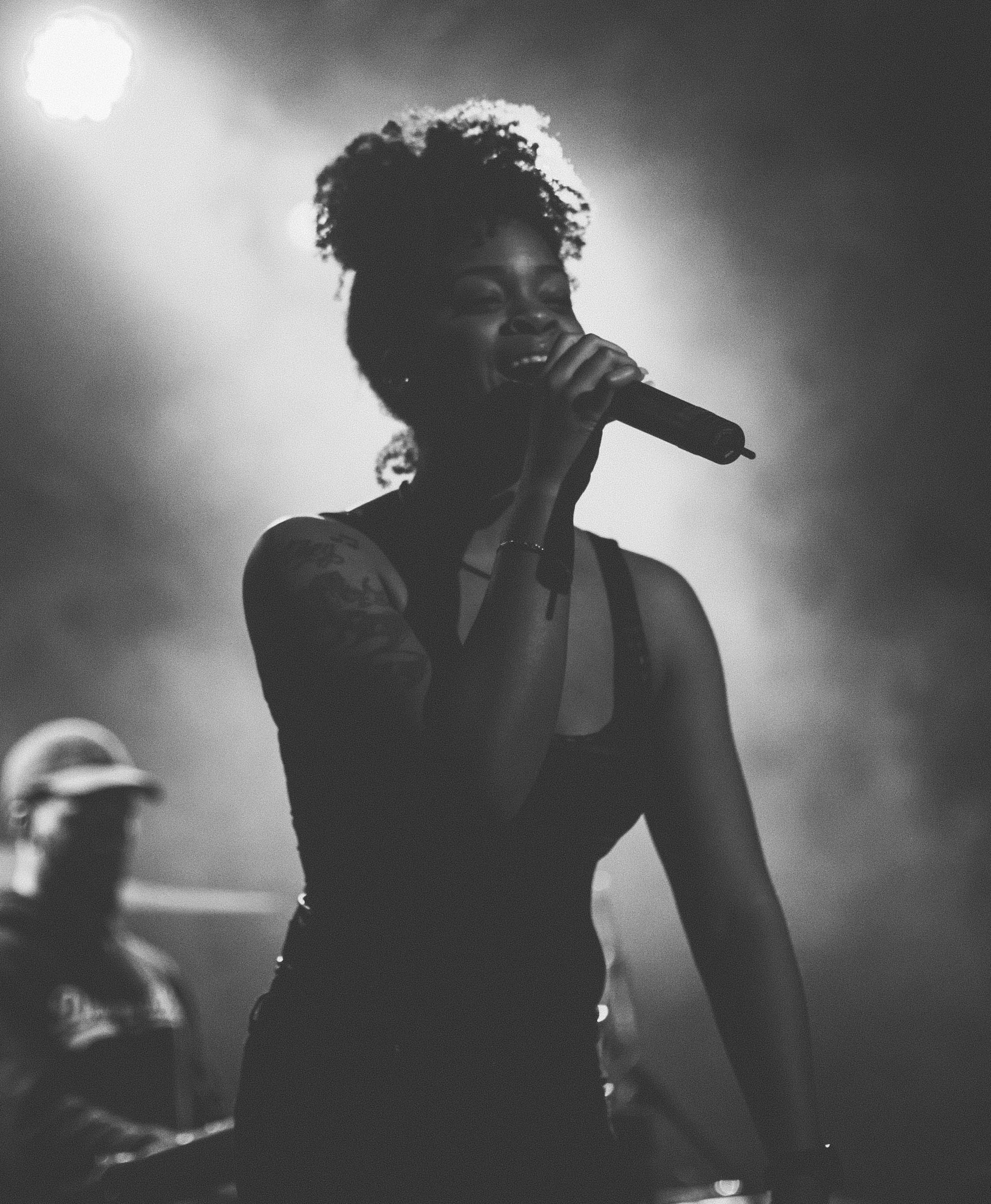
Ari Lennox 2017 im Bowery Ballroom

Ari Lennox (* 26. März 1991 in Washington; eigentlich Courtney Shanade Salter) ist eine US-amerikanische R&B-Sängerin. Mit dem Song Shea Butter Baby und ihrem gleichnamigen Debütalbum hatte sie 2019 ihren Durchbruch.

## Biografie
Courtney Salter alias Ari Lennox stammt aus der US-Hauptstadt Washington, D.C. und begann in den frühen 2010er Jahren, Musik im Internet zu veröffentlichen. In ihren ersten Jahren erschienen unter anderem ein Mixtape und eine EP in Eigenregie. 2015 war sie Gastsängerin auf dem Album des Rappers Omen. Der war wiederum einer der ersten, die J. Cole bei seinem Label Dreamville unter Vertrag genommen hatte. Im selben Jahr bekam auch Lennox ein Angebot und wirkte auf dem zweiten Labelsampler Revenge of the Dreamers II mit. Das Album war ein erster Erfolg für das Label und kam auf Platz 29 der US-Charts.
Im Jahr darauf veröffentlichte sie ihre erste Label-EP mit dem Titel Pho und schaffte es damit immerhin in die R&B-Charts. Danach arbeitete sie auch mit J. Cole bei dessen Album 4 Your Eyez Only zusammen und war support act bei dessen Albumtour durch die USA. Weitere Kollaborationen vor allem mit Labelkollegen und beim Creed-II-Album von Mike Will Made It folgten, während sie ihre erste Albumveröffentlichung vorbereitete. Shea Butter Baby, das sie zusammen mit J. Cole für den Creed-II-Soundtrack aufgenommen hatte, wurde die Vorabsingle und auch der Titelsong ihres Debüts.
Das Lied kam zwar nur in die unbedeutenderen Adult-R&B-Charts, brachte ihr aber eine Platinauszeichnung. Das gleichnamige Album kam im Mai 2019 auf Platz 67 der offiziellen Charts. Zwei Monate später erschien der nächste Labelsampler Revenge of the Dreamers III, der diesmal ein Nummer-1-Erfolg wurde und Platin bekam. Zwei Songs des Originalalbums und drei weitere Songs der erweiterten Edition stammten von ihr.
Es dauerte zwei weitere Jahre, bevor Lennox die ersten Platzierungen in den offiziellen Singlecharts erreichte. Zuerst schaffte sie Ende 2021 zusammen mit Summer Walker und dem Song Unloyal den Sprung auf Platz 48, im Jahr darauf hatte sie mit Pressure einen Solohit, der Platz 66 erreichte. In den Adult-R&B-Charts war das Lied ein Nummer-1-Hit.

## Diskografie
siehe auch Veröffentlichungen mit Dreamville

### Alben
| Jahr | Titel            | Höchstplatzierung, Gesamtwochen, AuszeichnungChartplatzierungen (Jahr, Titel, Platzierungen, Wochen, Auszeichnungen, Anmerkungen) | Höchstplatzierung, Gesamtwochen, AuszeichnungChartplatzierungen (Jahr, Titel, Platzierungen, Wochen, Auszeichnungen, Anmerkungen) | Anmerkungen                               |
| Jahr | Titel            | US | R&B | Anmerkungen                               |
| ---- | ---------------- | --- | --- | ----------------------------------------- |
| 2016 | Pho              | — | R&B40 (1 Wo.)R&B | Erstveröffentlichung: 21. Oktober 2016 EP |
| 2019 | Shea Butter Baby | US67 Gold · (4 Wo.)US | R&B38 (1 Wo.)R&B | Erstveröffentlichung: 7. Mai 2019         |
| 2022 | Age/Sex/Location | US69 (1 Wo.)US | R&B36 (1 Wo.)R&B | Erstveröffentlichung: 9. September 2022   |

Weitere Alben
- Five Finger Discount (Mixtape, 2012)
- Ariography (EP, 2013)
- Shea Butter Baby Remix EP (2020)

### Lieder
| Jahr | Titel Interpreten                           | Höchstplatzierung, Gesamtwochen, AuszeichnungChartplatzierungen (Jahr, Titel, Interpreten, Platzierungen, Wochen, Auszeichnungen, Anmerkungen) | Höchstplatzierung, Gesamtwochen, AuszeichnungChartplatzierungen (Jahr, Titel, Interpreten, Platzierungen, Wochen, Auszeichnungen, Anmerkungen) | Anmerkungen                                                                    |
| Jahr | Titel Interpreten                           | US | R&B | Anmerkungen                                                                    |
| ---- | ------------------------------------------- | --- | --- | ------------------------------------------------------------------------------ |
| 2021 | On It Jazmine Sullivan featuring Ari Lennox | US— GoldUS | R&B40 (1 Wo.)R&B |                                                                                |
| 2021 | Unloyal mit Summer Walker                   | US48 Gold · (1 Wo.)US | R&B17 (3 Wo.)R&B |                                                                                |
| 2021 | Pressure                                    | US66 Gold · (17 Wo.)US | R&B20 (20 Wo.)R&B | Erstveröffentlichung: 10. September 2021                                       |
| 2024 | Pricey Might Delete Later                   | US29 (1 Wo.)US | — | Charteinstieg: 20. April 2024 J. Cole feat. Ari Lennox, Young Dro & Gucci Mane |

Weitere Lieder
- Bound (2014)
- 40 Shades of Choke (2018)
- Grampa (2018)
- Whipped Cream (2018, Gold)
- No One (2018)
- Pedigree (2018)
- Got Me (Ari Lennox & Omen featuring Ty Dolla Sign & Dreezy, 2019)
- BMO (Break Me Off) (2019, Platin)
- Shea Butter Baby (mit J. Cole, 2019, Platin)
- Up Late (2019, Gold)
- Bussit (Dreamville featuring Ari Lennox, 2020)
- If You Want Me to Stay (mit Anthony Ramos, 2020)
- Grounded (2020)
- Chocolate Pomegranate (2020)
- Black and White (mit Nasty C, 2021)

Weitere Gastbeiträge
- Time Today (Remix) / BJ the Chicago Kid featuring Ari Lennox (2019)
- Make Me Feel / Skip Marley featuring Ari Lennox (2020)
- Sorrow, Tears and Blood / GoldLink featuring Ari Lennox (2020)
- Set Him Up / Queen Naija featuring Ari Lennox (2021)
- Scenic Drive / Khalid featuring Ari Lennox & Smino (2021)

## Auszeichnungen für Musikverkäufe
| Goldene Schallplatte - Brasilien - 2023: für die Single Shea Butter Baby |

Anmerkung: Auszeichnungen in Ländern aus den Charttabellen bzw. Chartboxen sind in ebendiesen zu finden.
| Land/RegionAuszeichnungen für Musikverkäufe (Land/Region, Auszeichnungen, Verkäufe, Quellen) | Gold     | Platin     | Verkäufe  | Quellen             |
| -------------------------------------------------------------------------------------------- | -------- | ---------- | --------- | ------------------- |
| Brasilien (PMB)                                                                              | Gold1    | —          | 20.000    | pro-musicabr.org.br |
| Vereinigte Staaten (RIAA)                                                                    | 6× Gold6 | 2× Platin2 | 5.000.000 | riaa.com            |
| Insgesamt                                                                                    | 7× Gold7 | 2× Platin2 |           |                     |